# IFA-Pokal 2009 Männer
Der IFA-Pokal 2009 der Männer im Faustball auf dem Feld fand am 4. und 5. Juli 2018 im spanischen Girona nahe Barcelona statt. Damit fand zum ersten Mal ein internationaler Faustballwettbewerb in Spanien/Katalonien statt. Den Titel gewann die FG Grieskirchen/Pötting (Österreich), die sich im Endspiel mit 3:0 gegen die Landsleute von Union Freistadt durchsetzten. Das österreichische Podest komplettierte der TuS Kremsmünster mit Rang drei.

## Teilnehmer
Elf Mannschaften aus insgesamt sieben europäischen Faustball-Ländern nahmen am IFA-Pokal 2009 teil:
| Österreich - FG Grieskirchen-Pötting - Union Freistadt - TuS Kremsmünster | Deutschland - Offenburger FG - MTV Rosenheim | Schweiz - FG Rickenbach-Wilen - SVD Diepoldsau | Italien - SSV Bozen | Dänemark - SC Saxburg | Tschechien - FC Zdechovice | Spanien - CV Cornella |

## Endergebnis
| Platz | Land                     |
| ----- | ------------------------ |
| 1.    | FG Grieskirchen-Pötting  |
| 2.    | Union Freistadt          |
| 3.    | TuS Kremsmünster         |
| 4.    | Offenburger FG           |
| 5.    | FG Rickenbach-Wilen      |
| 6.    | SVD Diepoldsau           |
| 7.    | SSV Bozen                |
| 8.    | MTV Rosenheim            |
| 9.    | SC Saxburg               |
| 10.   | Faustballclub Zdechovice |
| 11.   | CV Cornella              |